# Jalbire
Jalbire (nep. जलबिरे) – gaun wikas samiti w środkowej części Nepalu  w strefie Bagmati w dystrykcie Sindhupalchowk. Według nepalskiego spisu powszechnego z 2001 roku liczył on 504 gospodarstw domowych i 2440 mieszkańców (1240 kobiet i 1200 mężczyzn).